# Nacionalni park Talampaya
Nacionalni park Talampaya (španjolski: Parque Nacional de Talampaya) je nacionalni park u sjverozapadnoj argentinskoj pokrajini La Rioja. Nazvan je po koritu presahle rijeke Talampaya koja opet svoje ime duguje kakan nazivu: Río seco del tala ("Prosječena suha rijeka"); tala je izraz za sječu stabala, jako čest u Južnoj Americi. 
On, zajedno sa sjevernim susjednim pokrajinskim parkom Ischigualasto (Santa Cruz, Argentina) pripada istoj geološkoj tvorevini u kojoj je pronađeno najviše fosila biljaka, dinosaura i predaka sisavaca, koji otkrivaju evoluciju kralježnjaka i prirodnog okoliša razdoblja trijasa. Zbog toga su ova dva zaštićena područja, površine od 275.300 ha, upisani na UNESCO-ov popis mjesta svjetske baštine u Americi 2000. godine.

## Odlike
Nacionalni park Talampaya, površine 2.150 km², nalazi se na krajnjem zapadu pampaskih brda, između gorja Cerro Los Colorados na zapadu i Sierra de Sañagastana na istoku, na nadmorskim visinama od oko 1.500 m. Osnovan je 1997. godine kako bi se zaštitili važna arheološka i paleontološka nalazišta, ali i prirodni okoliš tipične pustinjsko-planinske flore i faune. Njegov krajolik crvenog pješčenjaka je uvelike oblikovan erozijama voda i vjetrova u aridnoj klimi s velikim razlikama temperatura noći i danju, te sezonskim padalinama ljeti i jakim vjetrovima u proljeće. Tako klanac Talampaya ima stijenovite litice od 80 do 143 m visine.
U takvim uvjetima su u presušenim nanosima drevne rijeke sačuvani, premda ne u takvom broju i značaja kao u obližnjem parku Ischigualasto, ponajbolji fosili iz razdoblja kasnog trijasa (karnik), stari od 231,4 do 225,9 milijuna godina. 
Također su pronađeni i ostaci domorodačkih naselja s petroglifima, poput naselja Puerta del Cañón. Ovi polunomadski lovci-sakupljači su bili pod kasnim Inka utjecajima, što čini Talampayu najjužnijim područjem ovog utjecaja.
U uskom dijelu klanaca nalazi se botanički vrt s lokalnim vrstama biljaka. Od životinja u parku se mogu pronaći životinje koje su važne, bilo da su endemične ili nacionalni simboli, kao što su: gvanako, puma, zec, patagonska mara (Dolichotis patagonum), viskača (Lagidium and Lagostomus), lisica i andski kondor.
- Parque Nacional de Talampaya
- Ulaz u klanac Talampaya
- Litice klanca Talampaya
- Ciudad Perdida
- Petroglifi u parku

## Vanjske poveznice
- službena web-stranica  Arhivirana inačica izvorne stranice od 28. kolovoza 2008. (Wayback Machine) (šp.)
- karta, povijest i opis parka  Arhivirana inačica izvorne stranice od 16. svibnja 2008. (Wayback Machine)
- Fotografije i povijest  Arhivirana inačica izvorne stranice od 6. siječnja 2011. (Wayback Machine) (šp.)
- Talampaya i Dolina mjeseca (engl.)